# بيبي (وزير)
كان بيبي وزيرًا مصريًا تحت حكم الملك منتوحتب الثاني في الأسرة الحادية عشرة. ولم يتم التعرف عليه إلا عن طريق بقايا نقش تم العثور عليه في معبد الملك منتوحتب الثاني الجنائزي بالدير البحري. وهذا النقش موجود الآن في المتحف البريطاني. قراءة الشرح المختصر لشخصية بيبي هي كالتالي: بيبي، الوزير، المسئول-زاب، الذي ينتمي إلى الحجاب. ربما كان بيبي أول مسؤول في المملكة الوسطى يحمل هذا اللقب. وداجي جاء من بعده وخلفه على هذا المنصب كان خليفته. وربما بدأ بيبي حياته المهنية أمين الخزانة: ففي الحقيقة تم معرفة أمين خزانة باسم بيبي من لوحة مسئول صغير يدعى ماعتي، وهي موجودة الآن في متحف فنون المتروبوليتان، نيويورك (حسب رقم 14.2.7). 

## المؤلفات
- JP Allen: كبار المسؤولين في المملكة الوسطى المبكرة ، في: n. Strudwick / JH Taylor (المحررون): Theban Necropolis ، London 2003، p.   22